# Boeotama
De Boeotama (Russisch: Буотама) of Botoma (Ботома) is een 418-kilometer lange rechterzijrivier van de Lena, gelegen in de Russische autonome republiek Jakoetië, in Oost-Siberië.
De Boeotama ontspringt aan de noordelijke rand van het Hoogland van Aldan en het Lena-plateau in het oosten van het Midden-Siberisch Bergland en stroomt het grootste deel van haar loop over het Lena-plateau. In de middenloop stroomt ze naar het oosten tot noordoosten, waarbij ze grofweg parallel aan de Lena stroomt.
De belangrijkste zijrivieren zijn de Talalach (57 km) aan linkerzijde en de Charja-Joerjach (60 km) aan rechterzijde. In het stroomgebied van de rivier bevinden zich ongeveer 200 meren. De rivier wordt vooral gevoed door sneeuw en regen en is bevroren van midden oktober tot de tweede helft van mei.